# LACV-30
Gli aeroscafi classe LACV-30 sono stati comprati dall'US Navy per trasportare i carichi pesanti dalle navi anfibie alla costa. Per i trasporti logistici erano già presenti dei mezzi straordinari, il LARC-5 e 15, enormi veicoli definiti come ‘chiatte su ruote’, con 4 ruote colossali. Per sostituire queste stupefacenti macchine, la cui limitazione era essenzialmente quella di non avere una velocità in acqua del tutto adeguata, e di trasportare carichi di peso e dimensioni non sempre sufficienti 5 e 15 tonnellate rispettivamente). La loro virtù migliore era la mobilità anche su terra, grazie ai 4 grandi pneumatici.
Gli hovercraft potevano fare di meglio, a prezzo di un motore molto più potente e costoso. Derivati dal modello Vouyageur della Bell,  veicolo a cuscino d'aria (o hovercraft) civile, il LACV-30 è capace di trasportare 30 tonnellate americane, ovvero 27,2 metriche. La forma è quella di una grande chiatta, ma dietro la plancia, sistemate posteriormente, vi sono 2 eliche propulsive, seguite infine dai timoni, mentre sotto lo scafo vi è un cuscino che viene gonfiato da 2 ventole. Vi è una grande gru a prua, con una struttura rettangolare di tipica forma adatta ad una chiatta fluviale.
Il veicolo ha indubbiamente delle qualità, come quella di essere trasportato se necessario, ripartito in 15 sezioni, oppure essere portato completo su di una nave, e messo in acqua dal suo equipaggio. La sua velocità non è elevata, non vi è armamento, ma il veicolo può trasportare carichi elevati e voluminosi. Infine, quando giunge a terra, può muoversi se necessario anche su frangenti di 2,44m. L'autonomia è di 2 ore. L'unica limitazione è l'evidente incapacità di operare in azioni di combattimento contro difese munite. Il primo lotto contendeva 25 mezzi LACV-30.